# Arquebisbat de Camerino-San Severino Marche
L'arquebisbat de Camerino-San Severino Marche (italià: arcidiocesi di Camerino-San Severino Marche; llatí: Archidioecesis Camerinensis-Sancti Severini in Piceno) és una seu de l'Església catòlica, sufragània de l'arquebisbat de Fermo, que pertany a la regió eclesiàstica Marques. El 2013 tenia 56.000 batejats d'un total de 59.000 habitants. Actualment està regida per l'arquebisbe Francesco Giovanni Brugnaro.
Els patrons són sant Venanci (per Camerino) i sant Severí (per San Severino Marche).

## Territori

Mapa de la diòcesi

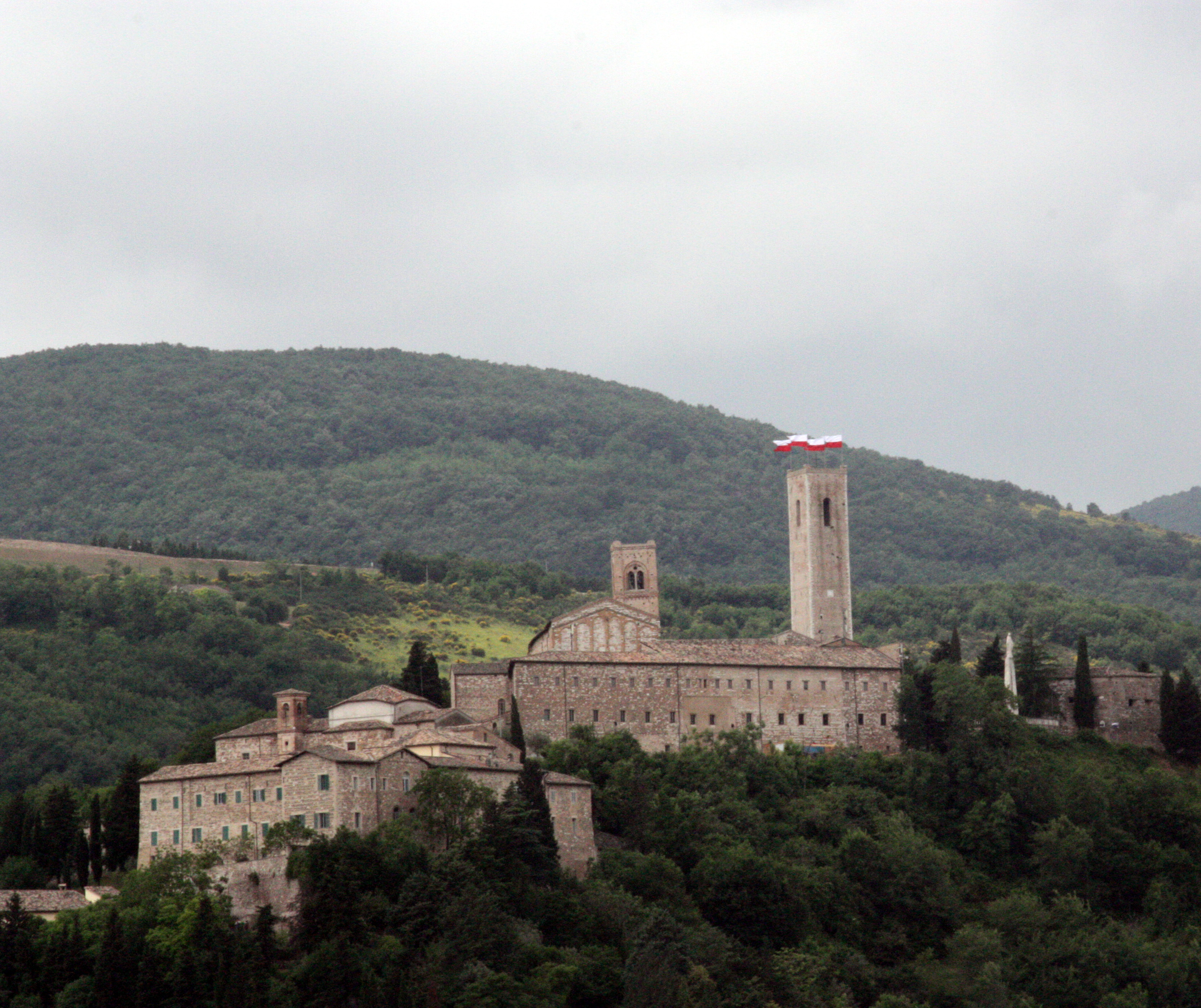
Castell de Monte Nero, amb el Duomo Antico de Sanseverino Marche.

L'arxidiòcesi comprèn el territori de 34 municipis de les Marques, tres a la província d'Ancona (Avacelli di Arcevia, Mergo i Serra San Quirico), i la resta a la província de Macerata (Acquacanina, Apiro, Belforte del Chienti, Bolognola, Caldarola, Camerino, Camporotondo di Fiastrone, Castelraimondo, Castelsantangelo sul Nera, Cessapalombo, Esanatoglia, Fiastra, Fiordimonte, Fiuminata, Gagliole, Santa Maria Maddalena di Gualdo, Monte Cavallo, Muccia, Pievebovigliana, Pieve Torina, Pioraco, Poggio San Vicino, Ripe San Ginesio, San Ginesio, San Severino Marche, Sarnano, Sefro, Serrapetrona, Serravalle di Chienti, Ussita, i Visso).
La seu arxiepiscopal és la ciutat de Camerino, on es troba la basílica de catedral de la Santissima Annunziata; a San Severino Marche hi ha la catedral de Sant'Agostino.
El territori està dividit en 95 parròquies, organitzades en 6 vicariats: de Camerino, de Castelraimondo, de Pieve Torina, de San Ginesio, de San Severino Marche i de Serra San Quirico.

## Història

### Camerino
Tradicionalment s'atribueix la fundació de la diòcesi de Camerino al segle iii, vinculat a la memòria del sant màrtir, i després patró, Venanci, la passió del quan apareix el nom d'un bisbe de Camerino, Leonzio (vers el 250), de dubtosa existència. La diòcesi està documentada històricament només amb el bisbe Geronzio, que va assistir al sínode de Roma del Papa Hilari al 465. Per tancar l'escletxa entre el suposat Leonzio i el certa Geronzio, la tradició local ha inserit una sèrie de quinze noms a la cronologia episcopal (d'Euprepio a Metrope), que Ughelli i Gams han exclòs dels seus estudis i Cappelletti creu que no tenen cap fonament de veritat.
Després de la destrucció feta pels gots i els longobards al segle vi, els bisbes de Camerino van ser ajudats pels Papes per confiar les comunitats cristianes demacrades que quedaven dels antics ajuntaments romans i seus episcopals extints, incloent Septempeda, Tolentino, Urbs Salvia, Pollentia, Trea, Plestia i Cingoli.
En 1320 Camerino va cedir una part del seu territori per a la creació de la diòcesi de Macerata. El 10 de desembre de 1586 va cedir una altra porció de territori per a la creació de la diòcesi de Tolentino.
En 1597 el bisbe Gentile Dolfino establí el seminari diocesà.
El 15 de novembre de 1728 la diòcesi va ser unida aeque principaliter a la recentment erigida diòcesi de Fabriano. La unió va acabar el 8 de juliol de 1785 quan es va separar de Fabriano i Camerino va ser unida aeque principaliter a la restaurada diòcesi de Matelica, també resultat d'un desmembrament territorial de Camerino.
La seu de Camerino va ser elevada al rang d'arxidiòcesi el 17 de desembre de 1787 amb la butlla Quemadmodum apostolica del Papa Pius VI, quedant immediatament subjecta a la Santa Seu.
El 8 de febrer de 1817 Camerino encara va lliurar una porció de territori per a la creació de la diòcesi de Treia, de la qual l'arquebisbe de Camerino va tenir l'administració perpètua fins al 1913.

### San Severino
Septempeda, l'antiga San Severino Marche, és testificat com diòcesi entre els segles IV i VI només per la Vita sanctorum Severini et Victorini i composta entre els segles vii i ix; en aquesta biografia es parla del bisbe Severino, que després va donar el nom a la ciutat actual. Segons Ughelli Severino va viure vers el 540 i hauria estat testimoni de la destrucció de Septempeda per part dels gots o dels longobards. Lanzoni suggereix que Severí de Septempeda podria identificar-se amb el bisbe Sever, present al Concili de Sardica, al voltant de 342-344.
La diòcesi de Sant Severino Marche va ser novament erigida el 26 de novembre de 1586 amb la butlla Superna dispositione del Papa Sixt V, amb territori desmembrat de la diòcesi de Camerino. Originalment estava immediatament subjecta a la Santa Seu, i tenia com a catedral l'església de Sant Severino.
Un seminari a San Severino ja s'havia establert el 1566 pel bisbe Berardo Bongiovanni, fins i tot abans de la restauració de la seu episcopal.
En 1827 la catedral diocesana va ser traslladat a l'església de Sant Agustí, que va ser solemnement consagrada pel bisbe Giacomo Rangiaschi el 29 de juny.
El 4 de novembre de 1913 els bisbes de Sant Severino van obtenir l'administració ad nutum Sanctae Sedis de la diòcesi de Treia; el 20 de febrer de 1920, amb la butlla Boni Pastoris del Papa Benet XV, el govern va esdevenir perpetu i va durar fins a 1966.

### Camerino-San Severino Marche
El 1966, després de la renúncia de Fernando Longinotti, la diòcesi de Sant Severino Marche va quedar vacant i es va confiar a l'administració dels arquebisbes de Camerino, fins al 21 de juny de 1979, quan Bruno Frattegiani, arquebisbe de Camerino, també va ser nomenat bisbe de Sant Severino Marche unir-se així in persona episcopi les dues seus.
Després de la reorganització territorial de les diòcesis de la Marche es completà el 19 de març de 1984: Camerino va cedir algunes parròquies a la diòcesi de Cingoli i a la diòcesi de Fabriano, mentre que adquiria territoris de Les Marques que pertanyien a la diòcesi umbra (Sefro, Serravalle di Chienti i Fiuminata de la diòcesi de Nocera Umbra-Gualdo Tadino; Visso, Castelsantangelo sul Nera i Ussita de la diòcesi de Norcia).
El 30 de setembre de 1986, amb el decret Instantibus votis de la Congregació per als Bisbes, s'ha establert la plena unione de les dues diòcesis i la nova circumscripció eclesiàstica, feta simultàniament sufragània de l'arxidiòcesi de Fermo, va prendre el seu nom actual.

## Cronologia episcopal

### Seu de Camerino
- San Leonzio † (vers 250)
- Euprepio †
- Antimo †
- Sisto †
- Paterniano †
- Pastore †
- Gerolamo †
- Evestro †
- Elearano †
- Leone †
- Costantino †
- Miniato †
- Eleario †
- Donatello †
- Agario †
- Metrope †
- Geronzio † (citat el 465)
- Costanzo ? † (citat el 496)
- Bonifacio † (citat el 501)
- Severo † (citat el 555/560)
- Glorioso † (citat el 649)
- Felice † (citat el 680)
- Solone † (citat el 754)
- Fratello † (citat el 844)
- Sant'Ansovino † (845 ? - 13 de març de 861 mort)
- Anselmo † (citat el 861)
- Celso † (citat el 887)
- Eudone † (citat el 944)
- Pietro † (963 - 968)
- Romualdo † (993 - vers 1027)
- Attone † (11 desembre de 1029 - finals de 1050)
- Ugo I † (1059 - finals de 1094)
- Lorenzo † (inicis de 1103 - finals de 1119)
- Terramondo † (citat el 1122)
- Ugo II † (citat el 1135)
- Teodino † (inicis de 1146 - finals de 1166)
- Accettabile † (inicis de 1171 - finals de 1186)
- Attone † (1192 - 1223)
- Rainaldo † (vers 1223 - vers 1227)
- Filippo † (10 desembre de 1230 - 1246 mort)
- Giovanni de Crudeto † (1246 - ?)
- Guglielmo † (1250 - 1259 nomenat bisbe de Nepi)
- Guido † (1259 - vers 1273)
- Ramboto Vicomanni † (25 de maig de 1285 - finals de 1307)
- Andrea † (13 de juny de 1309 - 1310 ?)
- Bernardo Varano † (22 de maig de 1310 - 1327 mort)
  - Folco de Popia † (20 de febrer de 1328 - 1328 renuncià) (administrador apostòlic)
- Francesco Monaldo † (20 de juny de 1328 - ? mort)
- Gioioso Clavelli † (10 de febrer de 1356 - 31 de gener de 1360 nomenat bisbe de Penne)
- Marco Andrighelli, O.F.M. † (31 de gener de 1360 - 1374 mort)
- Gioioso Clavelli † (9 de gener de 1374 - ?) (per segon cop)
- Benedetto di Fabriano † (maig de 1378 - finals de 1389)
- Nuccio Salimbeni † (29 d'octubre de 1390 - finals de 1406)
- Giovanni † (1407 - 1431 ? mort)
- Pandolfo Almiano † (30 de maig de 1431 - 1437 mort)
  - Alberto Alberti † (4 de març de 1437 - 11 d'agost de 1445 mort) (administrador apostòlic)
- Battista Enrici † (27 d'agost de 1445 - 1448 o 1449 mort)
- Battista Malatesta † (26 de març de 1449 - finals de 13 desembre de 1460[1] mort)
  - Alessandro Oliva, O.E.S.A. † (16 de novembre de 1461 - 20 d'agost de 1463 mort) (administrador apostòlic)
- Agapito Rustici-Cenci † (22 d'agost de 1463 - 8 d'octubre de 1464 renuncià)
- Andrea Veroli † (8 d'octubre de 1464 - 1478 mort)
  - Raffaele Riario † (27 de juliol de 1478 - 17 de setembre de 1479 renuncià) (administrador apostòlic)
- Silvestro del Lavro † (17 de setembre de 1479 - 1482 mort)
- Fabrizio Varano † (13 de juny de 1482 - 7 de març de 1508 mort)
- Sisto Franciotti della Rovere † (1508 - 11 de juny de 1509 nomenat bisbe de Pàdua)
- Anton Giacomo Bongiovanni † (27 de juny de 1509 - 1535 renuncià)
  - Giovanni Domenico de Cupis † (5 de juliol de 1535 - 5 de març de 1537 renuncià) (administrador apostòlic)
- Berardo Bongiovanni † (5 de març de 1537 - 12 de setembre de 1574 mort)
- Alfonso Binarini † (17 de setembre de 1574 - 26 d'abril de 1580 mort)
- Gerolamo Vitale de Buoi † (4 de maig de 1580 - 26 de gener de 1596 mort)
- Gentile Dolfino † (18 desembre de 1596 - 4 de març de 1601 mort)
- Innocenzo Del Bufalo-Cancellieri † (14 de maig de 1601 - 27 de març de 1610 mort)
- Giovanni Severini † (20 de febrer de 1606 - 14 de març de 1622 nomenat arquebisbe de Manfredonia)
- Cesare Gherardi † (2 de maig de 1622 - 30 de setembre de 1623 mort)
- Giovanni Battista Altieri † (26 de febrer de 1624 - 1627 renuncià)
- Emilio Bonaventura Altieri † (29 de novembre de 1627 - 7 de juny de 1666 renuncià, després elegit papa amb el nom de Climent X)
- Giacomo Franzoni † (7 de juny de 1666 - 28 de setembre de 1693 renuncià)
- Francesco Giusti † (23 de novembre de 1693 - 6 d'abril de 1702 mort)
- Bernardino Belluzzi † (25 de setembre de 1702 - 15 de febrer de 1719 mort)
- Cosimo Torelli † (15 de maig de 1719 - 15 de novembre de 1728 nomenat bisbe de Camerino e Matelica)

### Seu de Camerino i Fabriano
- Cosimo Torelli † (15 de novembre de 1728 - 27 d'agost de 1736 mort)
- Ippolito Rossi † (27 de setembre de 1736 - 17 de gener de 1746 nomenat bisbe de Senigallia)
- Francesco Viviani † (17 d'abril de 1746 - 30 desembre de 1767 mort)
- Luigi Amici † (20 de juny de 1768 - 8 de juliol de 1785 nomenat bisbe de Camerino)

### Seu de Camerino
- Luigi Amici † (8 de juliol de 1785 - 5 de juliol de 1795 mort)
- Angelico Benincasa, O.F.M.Cap. † (27 de juny de 1796 - 17 de maig de 1815 mort)
- Nicola Mattei Baldini † (14 d'abril de 1817 - 27 de gener de 1842 nomenat arquebisbe, a títol personal, de Montefiascone e Corneto)
- Gaetano Baluffi † (27 de gener de 1842 - 21 d'abril de 1845 renuncià)[2]
- Stanislao Vincenzo Tomba, B. † (21 d'abril de 1845 - 5 de febrer de 1847 mort)
- Felicissimo Salvini † (12 d'abril de 1847 - 23 de gener de 1893 mort)
- Celestino del Frate † (21 de maig de 1894 - 26 d'abril de 1908 mort)
- Pietro Paolo Camillo Moreschini, C.P. † (29 d'abril de 1909 - 25 d'octubre de 1918 mort)
- Ettore Fronzi † (14 desembre de 1918 - 1 d'octubre de 1938 renuncià)[3]
- Umberto Malchiodi † (14 de novembre de 1938 - 18 de febrer de 1946 nomenat bisbe coadjutor de Piacenza)
- Giuseppe D'Avack † (18 de febrer de 1946 - 13 de febrer de 1964 renuncià)
- Bruno Frattegiani † (14 de febrer de 1964 - 30 de setembre de 1986 nomenat arquebisbe de Camerino-San Severino Marche)

### Seu de San Severino Marche
- San Severino † (vers 540)
- Orazio Marzani † (13 de gener de 1587 - 3 de juny de 1607 mort)
- Ascanio Sperelli † (5 de juliol de 1607 - 22 de juliol de 1631 mort)
- Francesco Sperelli † (22 de juliol de 1621 succeduto - de febrer de 1646 mort)
- Angelo Maldachini, O.P. † (19 de novembre de 1646 - 22 de juny de 1677 mort)
- Scipione Negrelli † (13 de setembre de 1677 - 11 de maig de 1702 mort)
- Alessandro Avio † (2 d'octubre de 1702 - 15 de setembre de 1703 mort)
- Alessandro Calvi-Organi † (2 de març de 1705 - 25 de juliol de 1721 mort)
- Giovan Francesco Leoni † (24 de setembre de 1721 - 16 de gener de 1725 mort)
- Giulio Cesare Compagnoni † (21 de febrer de 1725 - 12 d'abril de 1732 mort)
- Dionigi Pieragostini † (7 de maig de 1732 - 8 desembre de 1745 mort)
- Giuseppe Vignoli † (14 de juny de 1746 - 19 desembre de 1757 nomenat bisbe de Carpentras)
- Francesco Maria Forlani † (19 desembre de 1757 - 5 de juny de 1765 nomenat bisbe de Civita Castellana e Orte)
- Domenico Giovanni Prosperi † (27 de gener de 1766 - 1 desembre de 1791 mort)
- Angelo Antonio Anselmi † (26 de març de 1792 - de gener de 1816 mort)
- Giacomo Rangiaschi † (22 de juliol de 1816 - 13 de maig de 1838 mort)
- Filippo Saverio Grimaldi † (13 de setembre de 1838 - 1 desembre de 1846 renuncià)
- Francesco Mazzuoli † (4 d'octubre de 1847 - 11 de febrer de 1889 renuncià)
- Aurelio Zonghi † (11 de febrer de 1889 - 12 de juny de 1893 nomenat bisbe de Jesi)
- Giosuè Bicchi † (12 de juny de 1893 - 18 de gener de 1913 mort)
- Adamo Borghini † (4 de juny de 1913 - 27 desembre de 1926 mort)
- Vincenzo Migliorelli † (10 d'agost de 1927 - 27 de febrer de 1930 renuncià)
  - Sede vacante (1930-1932)
- Pietro Tagliapietra † (22 de febrer de 1932 - 12 de setembre de 1934 nomenat arquebisbe de Spoleto)
- Ferdinando Longinotti † (22 d'octubre de 1934 - 5 d'octubre de 1966 renuncià)
  - Sede vacante (1966-1979)
- Bruno Frattegiani † (21 de juny de 1979 - 30 de setembre de 1986 nomenat arquebisbe de Camerino-San Severino Marche)

### Seu de Camerino-San Severino Marche
- Bruno Frattegiani † (30 de setembre de 1986 - 20 d'abril de 1989 jubilat)
- Francesco Gioia, O.F.M.Cap. (2 de febrer de 1990 - 9 de gener de 1993 renuncià)
- Piergiorgio Silvano Nesti, C.P. † (23 de juliol de 1993 - 27 de novembre de 1996 nomenat secretari de la Congregació per als Instituts de Vida Consagrada i Societats de Vida Apostòlica)
- Angelo Fagiani (14 d'abril de 1997 - 3 de setembre de 2007 renuncià)
- Francesco Giovanni Brugnaro, des del 3 de setembre de 2007

## Estadístiques
A finals del 2013, la diòcesi tenia 56.000 batejats sobre una població de 59.000 persones, equivalent al 94,9% del total.
| any                                  | població | població | població | sacerdots | sacerdots       | sacerdots       | sacerdots             | diaques | religiosos | religiosos | parroquies |
| ------------------------------------ | -------- | -------- | -------- | --------- | --------------- | --------------- | --------------------- | ------- | ---------- | ---------- | ---------- |
| any                                  | batejats | total    | %        | total     | clergat secular | clergat regular | batejats por sacerdot | diaques | homes      | dones      |            |
| arquebisbat de Camerino              |          |          |          |           |                 |                 |                       |         |            |            |            |
| 1950                                 | 77.600   | 78.000   | 99,5     | 196       | 169             | 27              | 395                   |         | 32         | 261        | 174        |
| 1959                                 | 76.430   | 76.500   | 99,9     | 188       | 159             | 29              | 406                   |         | 35         | 267        | 147        |
| 1970                                 | 51.471   | 51.471   | 100,0    | 135       | 135             |                 | 381                   |         |            |            | 170        |
| 1980                                 | 51.900   | 52.200   | 99,4     | 138       | 116             | 22              | 376                   | 1       | 26         | 146        | 173        |
| bisbat de San Severino e Treia       |          |          |          |           |                 |                 |                       |         |            |            |            |
| 1950                                 | 20.000   | 20.000   | 100,0    | 76        | 45              | 31              | 263                   |         | 29         | 93         | 29         |
| 1969                                 | 14.650   | 24.068   | 60,9     | 91        | 59              | 32              | 160                   |         | 29         | 155        | 36         |
| bisbat de San Severino               |          |          |          |           |                 |                 |                       |         |            |            |            |
| 1980                                 | 22.748   | 22.807   | 99,7     | 68        | 46              | 22              | 334                   |         | 26         | 114        | 39         |
| arquebisbat de Camerino-San Severino |          |          |          |           |                 |                 |                       |         |            |            |            |
| 1990                                 | 60.000   | 60.200   | 99,7     | 175       | 135             | 40              | 342                   |         | 51         | 200        | 95         |
| 1999                                 | 54.456   | 57.250   | 95,1     | 156       | 126             | 30              | 349                   | 1       | 33         | 150        | 95         |
| 2000                                 | 54.484   | 57.280   | 95,1     | 154       | 124             | 30              | 353                   | 1       | 33         | 150        | 95         |
| 2001                                 | 54.484   | 57.250   | 95,2     | 144       | 119             | 25              | 378                   | 1       | 28         | 150        | 95         |
| 2002                                 | 57.000   | 57.250   | 99,6     | 121       | 98              | 23              | 471                   | 1       | 26         | 150        | 95         |
| 2003                                 | 57.000   | 57.500   | 99,1     | 127       | 100             | 27              | 448                   | 1       | 30         | 128        | 95         |
| 2004                                 | 57.200   | 57.260   | 99,9     | 128       | 108             | 20              | 446                   |         | 23         | 120        | 95         |
| 2006                                 | 57.250   | 59.738   | 95,8     | 126       | 92              | 34              | 454                   | 1       | 48         | 180        | 95         |
| 2013                                 | 56.000   | 59.000   | 94,9     | 91        | 66              | 25              | 615                   | 2       | 38         | 146        | 95         |

### Per Camerino
- Francesco Lanzoni, Le diocesi d'Italia dalle origini al principio del secolo VII (an. 604), vol. I, Faenza 1927, pp. 487–489 (italià)
- Giuseppe Cappelletti, Le chiese d'Italia della loro origine sino ai nostri giorni, vol. IV, Venècia 1846, pp. 231–315 (italià)
- Pius Bonifacius Gams, Series episcoporum Ecclesiae Catholicae, Leipzig 1931, pp. 679–680 (llatí)
- Konrad Eubel, Hierarchia Catholica Medii Aevi, vol. 1 Arxivat 2019-07-09 a Wayback Machine., p. 161; vol. 2 Arxivat 2018-10-04 a Wayback Machine., pp. XVIII, 116; vol. 3 Arxivat 2019-03-21 a Wayback Machine., p. 149; vol. 4 Arxivat 2018-10-04 a Wayback Machine., p. 131; vol. 5, p. 139; vol. 6, p. 143 (llatí)
- Butlla Quemadmodum apostolica, a Bullarii romani continuatio, Tomo VI, Parte 2, Prato 1852, pp. 1876–1878 (llatí)

### Per San Severino Marche
- Esquema de la diòcesi a Catholic Hierarchy (anglès)
- Francesco Lanzoni, Le diocesi d'Italia dalle origini al principio del secolo VII (an. 604), vol. I, Faenza 1927, pp. 392–393 (italià)
- Giuseppe Cappelletti, Le Chiese d'Italia dalla loro origine sino ai nostri giorni, Venècia 1845, vol. III, pp. 729–750 (italià)
- Pius Bonifacius Gams, Series episcoporum Ecclesiae Catholicae, Leipzig 1931, pp. 723-724 (llatí)
- Konrad Eubel, Hierarchia Catholica Medii Aevi, vol. 3 Arxivat 2019-03-21 a Wayback Machine., p. 298; vol. 4 Arxivat 2018-10-04 a Wayback Machine., p. 314; vol. 5, pp. 355–356; vol. 6, p. 378 (llatí)
- Butlla Superna dispositione, a Bullarum diplomatum et privilegiorum sanctorum Romanorum pontificum Taurinensis editio, Vol. VIII, pp. 805–807 (llatí)